# ساليس عبد الصمد
ساليس عبد الصمد (مواليد 26 مارس 2000) هو لاعب كرة قدم غاني يلعب في مركز خط الوسط في نادي لانس.

## وصلات خارجية
- ساليس عبد الصمد على موقع الاتحاد الأوربي (الإنجليزية)
- ساليس عبد الصمد على موقع رابطة كرة القدم الفرنسية للمحترفين (الإنجليزية)
- ساليس عبد الصمد على موقع قاعدة بيانات كرة القدم.إي يو (الإنجليزية)
- ساليس عبد الصمد على موقع ليكيب (الفرنسية)
- ساليس عبد الصمد على موقع ناشيونال فوتبول تيمز (الإنجليزية)
- ساليس عبد الصمد على موقع Soccerway.com (الإنجليزية)
- ساليس عبد الصمد على موقع عالم كرة القدم.نت (الإنجليزية)